# 黄渚镇
黄渚镇，是中华人民共和国甘肃省陇南市成县下辖的一个乡镇级行政单位。，位于成县最北部，拥有丰富的矿产资源，又名黄渚关。

## 行政区划
黄渚镇下辖以下地区：
黄渚社区、贾坝社区、茨坝村、吴湾村、麻石村、柏湾村、太山村、赵河村、黄渚村、王庄村、张庄村和清水沟村。

## 历史
于黄渚太山村发现的疑似先秦时期岩画及淘金遗迹证明此地可能为先秦时期秦族的黄金来源地之一，也为礼县秦公大墓所出金器的黄金来源提供了依据。
黄渚在魏晋时期曾是散军、难民的逃避藏匿之所，主要有突厥、羌族、戎族、阿巴特族等，羌族戎族最强，是黄渚早期开拓者。
唐朝时黄渚以高氏为首，曾建立五凤朝阳寺，旧址在上街崖头翠柏对面，焚纸炉尚存，其炉柱上刻：“唐贞观二年”。唐天佑年间曾修建高公桥一座以方便两岸来往。
宋、元、明、清时期，有部分四川居民为躲避战乱移民黄渚，据《康县志》记载，公元1466年，四川绵竹十字坡马氏携李陇、李澄、李由三子来碾子坝定居。黄渚关山崖壑石碑记载的明万历年间成邑儒学学生十二人中，有李陇、李由之名。
由于地理位置重要，历史上此地曾设黄渚关。黄渚关，位于县东北90华里，向设巡检司署。南有关门，门上建有关楼，关内有街道。从关东北依山而上，至绝顶为关山。东河从西北向南流入峡谷。历史上诸葛亮六出祁山北伐曹魏时，这里为蜀国用兵的重要孔道之一，宋朝时曾为抗金、抗蒙阵地。绍兴十年（1140年），金人大举南侵，宋兵在这一带奋勇血战，金兵大败，自此不敢窥蜀。
明清时期设黄渚关巡检司。
据《永讫万历清代顺治济公桥》石碑记载：“黄渚归秦州辖域，界在西和县、礼县、天水县、徽县、成县五县交叉之地。”历史上黄渚分属五县，三渡水属西和县，吴湾、成河、魏家庄、柏树沟、伏家庄、阎王沟、太爷庙、王庄、孙家庄、黑潭沟冷风台、张庄、小岭、隔板沟三庄、赵河属徽县，柏家寺、柏家湾、朱家庄、肖家庄、窑庵下（黑潭沟）、白庄、邓家院、卧龙石、高松树、柒家沟、茨坝、大柳坝、官店、冉家河、关子沟、烂泥沟、孙家河、吊坝沟、清水沟门、瓦厂沟、王台、上下街道、石家台属成县，麻石沟属礼县，贾坝、厂坝、清水沟上梁子下梁子属天水。1946年（民国三十五年），各县县长曾开会调整各县辖地，会议决定以老人山为界，西归礼县、西和管辖，东归徽县成县管理，但三渡水岭以内的飞地交错的局面仍未改变。解放后，1953年属第七区(陈院),1955年改为王磨区1958年属江洛公社，1961年建黄渚公社，1983年改为黄渚乡，1986年改建黄渚镇。
1949年12月2日，中国人民解放军七军二十师60团之一部，即从西和马元、晒经取道进入黄渚关，然后经江洛、泥阳进入成县，宣告成县和平解放。
黄渚镇人民政府成立于1986年11月（撤乡建镇）。

## 地理
黄渚北距县城45公里，地处甘肃东南部秦岭南麓的陇南山地，面积149.16平方千米，森林覆盖率高。嘉陵江支流东河（青泥河）自西北向东南从中穿过，属长江流域。地形以山地为主，山坡平均坡度大于30°，沟谷横断面多呈“V”型，地形陡峭，山岭重叠，沟谷切割剧烈。流域多呈树叶形、漏斗形，流域内大小支沟较发育，数量较多。聚落主要位于谷底的小块川坝之上。海拔高度为860—2377米，最高点位于西南部的白崖山，亦为成县海拔最高点。
气候为暖温带半湿润气候，年平均气温11.7℃，全年无霜期200天，年降水量620.8毫米左右，雨量充沛，初霜、初雪、期早而终止迟，为本县高寒阴湿区。
黄渚矿产资源丰富，位于我国第二大铅锌矿田——西成铅锌矿田之上，有铅锌、冰洲石等资源。据考证，此地是先秦时期秦族的黄金来源地之一，明、清年代即作银矿开采，有“日产万担砂、夜炼千两银”之说，现存老硐处处可见。白银有色公司对厂坝铅锌矿进行的一期工程(露天矿)于1983年4月正式开工，1988年基建基本完成。